# کبوتر میوه‌خوار پیشانی‌نارنجی
کبوتر میوه‌خوار پیشانی‌نارنجی (نام علمی: Ptilinopus aurantiifrons) گونه‌ای از پرندگان خانواده کبوتران (Columbidae) است که در گینه نو یافت می‌شود. زیستگاه‌های طبیعی آن جنگل‌های جلگه‌ای نمناک نیمه‌گرمسیری یا گرمسیری و جنگل‌های حرای نیمه‌گرمسیری یا گرمسیری است.